# Ставчаны (Черновицкий район)
Ставча́ны (укр. Ставчани) — село в Черновицком районе Черновицкой области Украины. Административный центр Ставчанской сельской общины.
До 2020 года входило в Кицманский район.
Население по переписи 2001 года составляло 2168 человек. Почтовый индекс — 59316. Телефонный код — 3736. Код КОАТУУ — 7322588001.